# Romiliae
Les leges romiliae són les lleis romanes que suposadament va dictar Ròmul després de la fundació de Roma.
La tradició li atribueix aquestes:
1. El marit i els seus parents podien matar lliurement a una dona sorpresa en adulteri.
2. No es podia fer cap activitat pública sense consultar abans els auguris.
3. La dona participava de la fortuna i dels drets del marit, i l'heretava si aquest moria intestat i sense fills.
4. Una dona podia ser repudiada si bevia vi o era luxuriosa, i fins i tot se la podia matar.
5. No es podien adorar déus estrangers fora de Faune (un rei llatí divinitzat).
6. No s'havien de creure les faules pernicioses inventades sobre les deïtats.
7. Tots els magistrats havien de ser patricis.
8. El parricidi s'havia de castigar amb la pena capital.
9. Les muralles de la ciutat havien de ser respectades com a sagrades i només es podia entrar o sortir per les portes.
10. No es podien dir paraules obscenes en presència de dones.
11. Va dividir al poble en tres tribus (Ramnes, Tities i Luceres). Cada tribu tenia deu cúries, que portaven el nom de les trenta dones sabines que, amb el seu rapte, havien establert la pau entre aquell poble i els romans.
12. Va establir diverses lleis religioses.
13. Va determinar els drets dels pares (o patres).[1][2]